# 84 Pułk Artylerii Przeciwlotniczej
84 Łużycki Pułk Artylerii Przeciwlotniczej (84 paplot) – oddział artylerii przeciwlotniczej ludowego Wojska Polskiego.

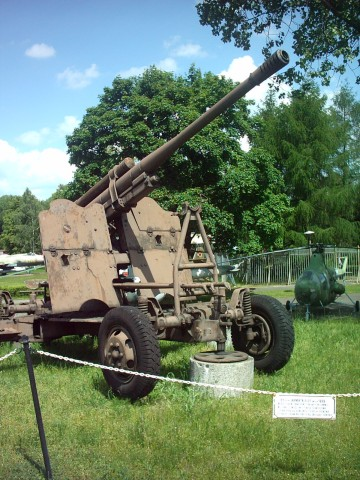
85 mm armata przeciwlotnicza wz.39

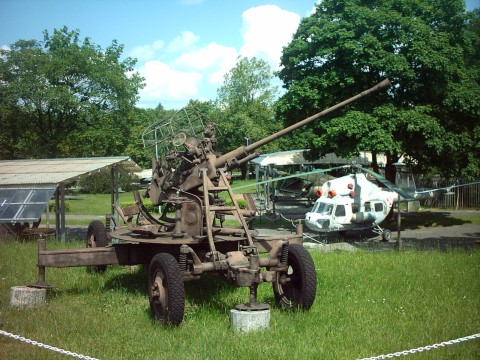
37 mm armata przeciwlotnicza wz. 1939

## Formowanie i zmiany organizacyjne
We wrześniu 1945 1 Dywizja Artylerii Przeciwlotniczej została przeformowana w 84 Pułk Artylerii Przeciwlotniczej. Jego głównym celem było szkolenie kadr podoficerskich dla potrzeb przewidywanej rozbudowy artylerii przeciwlotniczej. Na jego bazie w latach 1951-1952 sformowano 11 Dywizję Artylerii Przeciwlotniczej, a pułk przeformowano na paplot średniego kalibru. Zarządzeniem szefa Sztabu Generalnego WP nr 0133/Org. z 13 września 1963 rozformowano dowództwo 11 DAPlot. Pułk usamodzielniono podporządkowując go bezpośrednio dowódcy okręgu.
W 1967 jednostka dyslokowana została do garnizonu Jelenia Góra. W 1977 pułk przezbrojony został w zestawy 2K12 Kub. 8 września 1978 oddział przemianowany został na 18 Łużycki Pułk Artylerii Przeciwlotniczej.

## Dowódcy
- ppłk Jagliński (1945)[2]
- mjr Krol (1951)

## Struktura organizacyjna
Dowództwo i sztab
- dywizjon artylerii przeciwlotniczej średniego kalibru
- dywizjon artylerii przeciwlotniczej małego kalibru

Razem w pułku
- 13  armat przeciwlotniczych 37 mm wz. 1939
- 13 armat  przeciwlotniczych 85 mm wz.39
- 732 żołnierzy.